# Wilhelm Mauléon
Sven Wilhelm Mauléon, född 25 augusti 1844 i Jämshögs församling i Blekinge län, död 6 maj 1929 i Eksjö stadsförsamling i Jönköpings län, var en svensk stadsfiskal.
Wilhelm Mauléon var kontorist på ett grosshandelskontor i Stockholm till 1871, blev konstapel vid Stockholms stads poliskår 1871 och överkonstapel 1874. Han blev stadsfiskal i Eksjö 1876 men var också verksam som advokat.
Han var gift med Edla Charlotta Ferm (född 1852), därefter 1886 med Anna Lovisa Jansson (1860–1907) och 1916 med Anna Sofia Blomgren (1885–1970). Bland barnen märks dottern Ella Mauléon (1884–1967) som en tid var gift med skådespelaren Oscar Johanson och var mor till skådespelaren Gunnar Björnstrand.